# 大桑斉
大桑 齊（おおくわ ひとし、1937年（昭和12年）11月19日 - 2020年（令和2年）4月14日）は、日本の仏教史学者、大谷大学名誉教授。真宗大谷派善福寺前住職。専攻、日本近世宗教思想史。  
石川県生まれ。金沢大学法文学部卒業。大谷大学大学院文学研究科博士課程満期退学。1992年「近世初期民衆思想史研究」で大谷大学より文学博士の学位を取得。大谷大学助教授、1984年教授、2008年定年退職、名誉教授。大谷大学在籍中には、同大学図書館長・同大学院文学研究科長・佛教史学会会長を務める。

## 著書
- 『寺檀の思想』教育社歴史新書、1979年、法蔵館文庫、2023年
- 『日本近世の思想と仏教』法蔵館、1989年
- 『蓮如上人遺徳記読解』真宗大谷派宗務所出版部（東本願寺出版）、2002年
- 『日本仏教の近世』法藏館、2003年
- 『戦国期宗教思想史と蓮如』法藏館、2006年
- 『真宗と他者 なぜ人を殺してはいけないのか』法藏館、2010年
- 『教如 東本願寺への道』法藏館、2013年
- 『民衆仏教思想史論』ぺりかん社、2013年
- 『近世の王権と仏教』思文閣出版、2015年

### 共編著
- 『近世仏教の諸問題』圭室文雄共編 雄山閣出版、1979年
- 『大地の仏者』福島和人共著 能登印刷出版部、1983年
- 『史料研究雪窓宗崔 禅と国家とキリシタン』編著 同朋舎出版、1984年
- 『シンポジウム〈徳川イデオロギー〉』ヘルマン・オームス共編 ぺりかん社、1996年
- 『蓮如上人に学ぶ 3　蓮如上人の王法』共著 真宗大谷派宗務所出版部、1997年
- 『論集仏教土着』編 法藏館、2003年
- 『羅山・貞徳『儒仏問答』 註解と研究』前田一郎共編 ぺりかん社、2006年
- 『近世仏教治国論の史料と研究 松平開運録/東照宮御遺訓』平野寿則共編著 清文堂出版、2007年

### 校訂・翻訳
- 『蓮如 一向一揆　日本思想大系17』岩波書店、1972年、新版1995年。「官知論」井上鋭夫と校注
- 金沢大学法文学部内日本海文化研究室編『加越能寺社由来 下巻』校訂 石川県図書館協会 日本海文化叢書、1975年
- ヘルマン・オームス『宗教研究とイデオロギー分析』編訳 ぺりかん社、1996年
- 『大系真宗史料』真宗史料刊行会編 法藏館、2007年-2013年（分担）

## 参考
- [ISBN　978-4-8315-1373-1]
- 『現代日本人名録』2002年